# Klaus Jungk
Klaus Jungk (* 1. Mai 1916 in Stettin; † 1. Oktober 2005) war ein deutscher Komponist und Musikwissenschaftler.
Jungk erhielt als Schüler Querflötenunterricht, legte 1934 sein Abitur in Stralsund ab und studierte anschließend in Berlin Musikwissenschaft, Germanistik und Akustik. Außerdem nahm er Flötenunterricht bei Hans Frenz, dem Soloflötisten der Preußischen Staatskapelle der Berliner Staatsoper. Nach seiner Promotion (über die Opern Mozarts) betreute er als Filmtonmeister bei Tobis-Filmkunst eine Reihe von Filmen. 1948 bis 1981 war er beim Sender Freies Berlin Leiter der Abteilung Ernste Musik.
Jungk komponierte Orchesterwerke, ein Ballett und Kammermusik. 1971 veröffentlichte er das Buch „Musik im technischen Zeitalter“.

## Filme (Auswahl)
Mitwirkung als Tonmeister
- 1942: Der Fall Rainer